# الغيوم المنجرفة
الغيوم المنجرفة هو فيلم من نوع كوميديا ودراما أُصدر في 1996. الفيلم من إنتاج Sputnik ‏، وهو من إخراج وسيناريو أكي كاوريسمكي.

## القصة
تقع أحداث الفيلم في هلسنكي.

## طاقم التمثيل
- ات بلوم  [لغات أخرى]‏
- اركي لاهتي  [لغات أخرى]‏
- Jaakko Talaskivi  [لغات أخرى]‏
- Kaija Pakarinen  [لغات أخرى]‏
- Ona Kamu  [لغات أخرى]‏
- Pauli Granfelt  [لغات أخرى]‏
- Rose-Marie Precht  [لغات أخرى]‏
- Vesa Mäkelä  [لغات أخرى]‏
- ماتي بيلونبا
- ماركو بلتولا
- ماركوس الان  [لغات أخرى]‏
- Solmu Mäkelä  [لغات أخرى]‏
- Matti Onnismaa  [لغات أخرى]‏
- Taisto Wesslin  [لغات أخرى]‏
- ساكاري كوسمانن [الإنجليزية]‏
- كاتي أوتينن
- الينا سالو
- بيتر فون باغ
- Silu Seppälä  [لغات أخرى]‏
- Mato Valtonen [الإنجليزية]‏
- Esko Nikkari [الإنجليزية]‏
- Minna Aaltonen [الإنجليزية]‏
- Outi Mäenpää [الإنجليزية]‏
- Pentti Mutikainen  [لغات أخرى]‏
- Yrjö Järvinen  [لغات أخرى]‏
- Antti Reini [الإنجليزية]‏
- Pentti Auer  [لغات أخرى]‏
- Kari Väänänen [الإنجليزية]‏
- Tero Jartti [الإنجليزية]‏
- آري كارين  [لغات أخرى]‏

## الإنتاج
موسيقى الفيلم التصويرية كانت من تأليف تيمو سالمينين ‏.

## وصلات خارجية
- الغيوم المنجرفة على موقع IMDb (الإنجليزية)
- الغيوم المنجرفة على موقع روتن توميتوز (الإنجليزية)
- الغيوم المنجرفة على موقع ألو سيني (الفرنسية)
- الغيوم المنجرفة على موقع Turner Classic Movies (الإنجليزية)
- الغيوم المنجرفة على موقع أول موفي (الإنجليزية)
- الغيوم المنجرفة على موقع فيلمافينيتي (الإسبانية)
- الغيوم المنجرفة على موقع قاعدة بيانات الأفلام السويدية (السويدية)
- الغيوم المنجرفة على موقع قاعدة بيانات الفيلم (الإنجليزية)
- الغيوم المنجرفة على موقع ليتربوكسد (الإنجليزية)
- الغيوم المنجرفة على موقع كينوبويسك (الروسية)